# Drosanthemum pulchrum
Drosanthemum pulchrum är en isörtsväxtart som beskrevs av L. Bol. Drosanthemum pulchrum ingår i släktet Drosanthemum och familjen isörtsväxter. Inga underarter finns listade i Catalogue of Life.